# Heteronarce prabhui
Heteronarce prabhui  (лат.) — малоизученный вид скатов рода Heteronarce семейства нарковых отряда электрических скатов. Это хрящевые рыбы, ведущие донный образ жизни, с крупными, уплощёнными грудными и брюшными плавниками в форме диска, выраженным хвостом и двумя спинными плавниками. Они способны генерировать электрический ток. Обитают в тропических водах западной части Индийского океана на глубине до 300 м. 

## Таксономия
Впервые вид был научно описан в 1981 году. Голотип был пойман у берегов Коллама (9° с. ш. 76° в. д.), Индия, на глубине 300 м. Вид назван в честь М. С. Прабху, директора Объединённого рыболовного проекта, Коччи, который поймал в Аравийском море голотип.

## Ареал
Heteronarce prabhui обитают в западной части Индийского океана. Эти скаты встречаются на глубине до 300 м. 

## Описание
Широкие грудные плавники образуют диск. Имеются два спинных плавника и хвост, оканчивающийся хвостовым плавником. Кожа лишена чешуи. Рыло удлинённое и широко закруглённое. Ноздри расположены непосредственно перед ртом. Они окружены длинными кожными складками, которые соединяются, образуя центральный лоскут, частично покрывающий рот.
Позади глаз имеются брызгальца. У основания грудных плавников перед глазами сквозь кожу проглядывают электрические парные органы в форме почек, которые тянутся вдоль тела до конца диска. 

## Биология
Heteronarce prabhui являются донными морскими рыбами.   

## Взаимодействие с человеком
Эти скаты не представляют интереса для коммерческого рыболовства. Иногда они попадаются в качестве прилова при коммерческом промысле с помощью тралов и дрифтерных сетей. Данных для оценки Международным союзом охраны природы статуса сохранности вида недостаточно.  